# Zamek krzyżacki w Świeciu
Ruiny zamku w Świeciu – pozostałości zamku w Świeciu; mieszczą się w widłach Wisły i Wdy, przy ulicy Zamkowej.

## Historia

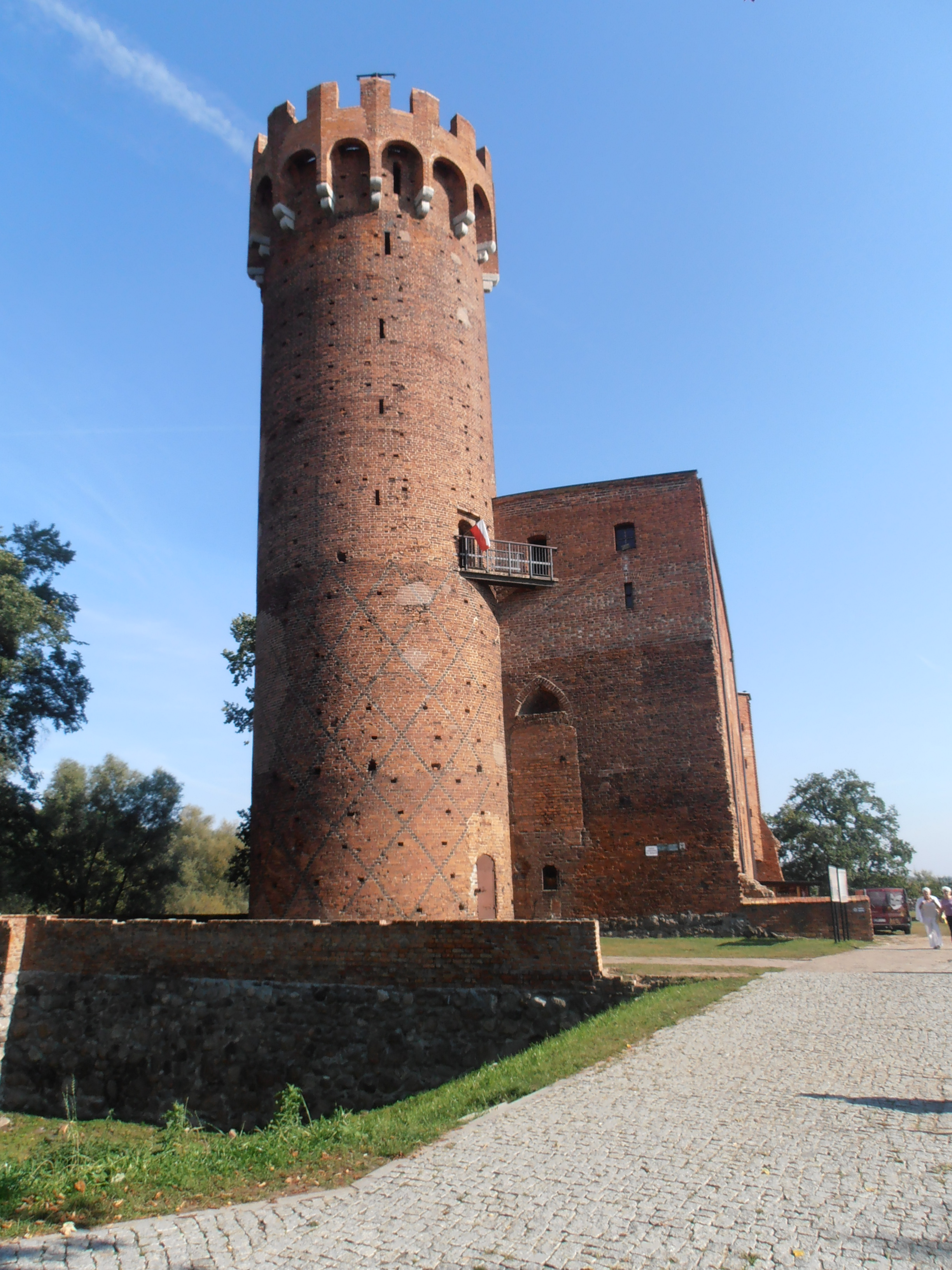
Wieża zamku w Świeciu

Zamek zbudowany został przez Zakon krzyżacki po roku 1335, a budowę prowadzono podczas urzędowania komturów Konrada von Bruningsheim i Günthera von Hohenstein. Warownia powstała w nowym miejscu, nie związanym z grodem księcia Świętopełka II, który znajdował się w innym miejscu. Zamek był założeniem dwuczłonowym, składającym się z otoczonego parchamem domu konwentu i przedzamcza. Od zachodu dostępu do zamku broniło ufortyfikowane miasto, które w to miejsce przeniesiono z pierwotnej lokalizacji na skarpie po 1338 roku, a więc w tym samym okresie kiedy wznoszono zamek. Zamek właściwy miał dwa duże skrzydła (północne Główne i wschodnie) oraz dwa skrzydła parterowe. Krużganki znajdowały się jedynie przy skrzydle północnym i wschodnim. Charakterystyczną i nietypową dla zamków krzyżackich cechą zamku w Świeciu były cztery narożne cylindryczne wieże wskazujące na inspirację francuskimi kasztelami, być może związaną z nadreńskim pochodzeniem dwóch budujących zamek komturów. Trzy wieże miały wysokość murów zamkowych, ale jedna z nich, dostępna jedynie kładką na wysokości kilkunastu metrów, miała cechy wieży ostatecznej obrony - bergfriedu. O strategicznym znaczeniu twierdzy może świadczyć fakt, że już w 1377 roku wyposażono ją w broń palną; był to wtedy drugi chronologicznie krzyżacki zamek (po Lipieńku). 
Podczas wielkiej wojny z Polską (1409-11) funkcję komtura Świecia pełnił Heinrich von Plauen, który w 1410 roku został wielkim mistrzem Zakonu Krzyżackiego, a następnie Michael Küchmeister von Sternberg (w przyszłości również wielki mistrz Zakonu Krzyżackiego). Zamek był oblegany w 1410 roku i - podobnie, jak zamek w Malborku - nie skapitulował.
W czasie wojny trzynastoletniej oblegany od 6 do 20 lutego 1454 roku przez rycerstwo pomorskie i posiłki z Chełmna dowodzone przez Ottona Machwica, zakończone kapitulacją krzyżackiej załogi zamku. W listopadzie 1460 zdobycie zamku przez zaciężnych krzyżackich, którzy dostali się do zamku łodziami przez gdanisko. Załoga polska wycofała się na przedzamcze, które obroniła. W 1461 roku zdobycie zamku przez finansowanych przez Toruń polskich zaciężnych po jedenastu miesiącach krzyżackiej obrony. W latach 1461–1502 był własnością rady miejskiej Torunia. W latach 1508–1772 funkcjonował jako siedziba polskich starostów królewskich. W 2 połowie XVI wieku przebudowany w stylu renesansowym przez kasztelana chełmińskiego Jerzego Konopackiego. Zamek został zniszczony w czasie wojen szwedzkich w XVII wieku i nie został już odbudowany. Rozebrany częściowo przez władze pruskie po 1772 roku.
Od 1859 r. rozpoczęto prace zabezpieczające ruinę. Od 1875 r. aż do I wojny światowej zamek znajdował się pod administracją władz budowlanych (Königliche Strobauverwaltung). W tym czasie, tj. w latach 1877–1878, przeprowadzono wstępne prace zabezpieczające. W końcu XIX w. konserwator prowincji zachodniopruskiej, Johann Heine, wysunął propozycję przeprowadzenia konserwacji ruin zamku systemem Cohausena, w wyniku czego korony murów zostały pokryte betonowymi czapami. Na początku XX w. Conrad Steinbrecht przeprowadził inwentaryzację ruin zamku. Wynika z niej, że ocalałe do 2/3 wysokości północne skrzydło posiadało częściowo zachowaną narożną wieżę północno-wschodnią i całkowicie zachowaną (wyremontowaną), masywną wieżę północno-zachodnią. Zachowały się także pomieszczenia piwniczne: skrzydła wschodniego oraz częściowo – południowego i zachodniego. W latach 1898–1902 odbudowano ściany skrzydła północnego (Głównego). W 1898 r. na terenie zamku odbył się pierwszy zlot IV okręgu nadwiślańskiego Towarzystwa Gimnastycznego „Sokół”. Odtąd, aż do I wojny światowej, na obszarze przyzamkowym odbywały się regularnie ćwiczenia tego towarzystwa. W późniejszych latach wybudowano boisko sportowe, na którym w 1912 r. odbyły się zawody sportowe. W restauracji „Zamkowa”, położonej niedaleko murów zamkowych, znajdowała się sala do ćwiczeń gimnastycznych.
W okresie dwudziestolecia międzywojennego ruiny zamku znalazły się pod zarządem Wydziału Dróg Wodnych, przejęte z rąk Niemieckiej Inspekcji Wodnej jako własność państwowa. Z zachowanych murów jedynie wieża znajdowała się w dobrym stanie technicznym i służyła Wydziałowi Dróg Wodnych, podobnie jak za czasów pruskiego zaboru, do obserwacji Wisły i sygnalizowania nadchodzącego niebezpieczeństwa powodzi. Teren wokół ruin nie był wówczas ogrodzony i pozostałe mury nadal niszczały, dewastowane przez okoliczną ludność. Pomimo że wejścia były zamurowane, w zachowanych pomieszczeniach podziemi wieży wykryto nawet siedzibę i składnicę szajki złodziejskiej. W 1945 uszkodzono krenelaż podczas walk w mieście. Częściowa odbudowa zamku nastąpiła po II wojnie światowej w latach 1970-1975. 
W czerwcu i sierpniu 2019 r. zamek został okradziony z cegieł przez nieznanych sprawców, w wyniku czego dewastacji uległ XIV-wieczny mur obronny.
Obecnie trwa przewidywana na 2 lata renowacja zamku (trwał aż do 12 stycznia 2024 r.), po której zakończeniu zostanie tu zlokalizowany park miniatur. W ramach prac zgodnie ze średniowieczną sztuką murarską w refektarzu odtworzone zostały historyczne sklepienia gwiaździste, do czego wykorzystano 15 tys. cegieł wykonanych ręcznie w cegielni w Kraśniku na wzór odnalezionej oryginalnej krzyżackiej kształtki żebrowej. Oryginalne sklepienia zniszczone zostały w XVII w. w czasie potopu szwedzkiego, został ponownie po kapitalnym remoncie otwarty 13 stycznia 2024 r.

## Architektura
Zamek wzniesiono na częściowo sztucznym nasypie (dla ochrony przed powodziami), na planie kwadratu o boku ok. 51 m. Brama wjazdowa znajdowała się w kurtynie zachodniej, z mostem nad fosą, który prowadził na przedzamcze. Zamek składał się z dwóch prostopadłych do siebie skrzydeł. Główne, północno-zachodnie, o szerokości ok. 13 m, stało równolegle do nurtu Wdy. Było podpiwniczone i miało trzy kondygnacje. Zawierało kaplicę oraz kapitularz lub refektarz. Dziedziniec o wymiarach 26 × 26 m otaczały krużganki. Zamek otoczony został murem obwodowym z czterema cylindrycznymi basztami w narożnikach, główna z nich o średnicy 10 m i wysokości 34,7 m, zakończona krenelażem o 16 zębach, obecnie odchylona od pionu o 106 cm (najwyższa krzywa wieża w Polsce udostępniona turystom). Zamek miał strategiczne znaczenie, bowiem kontrolował ruch na Wiśle.

## Galeria

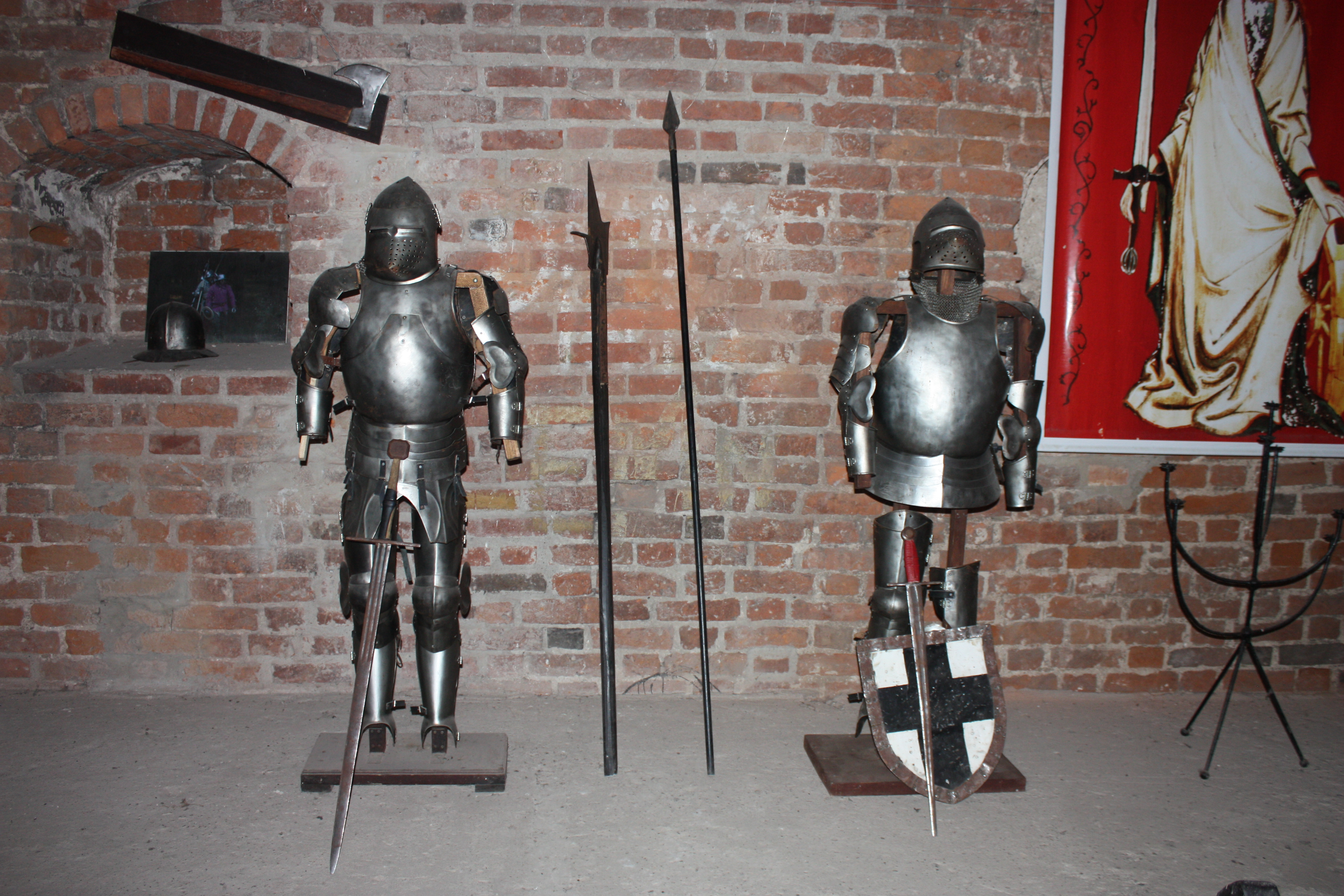
Zbroje na zamku
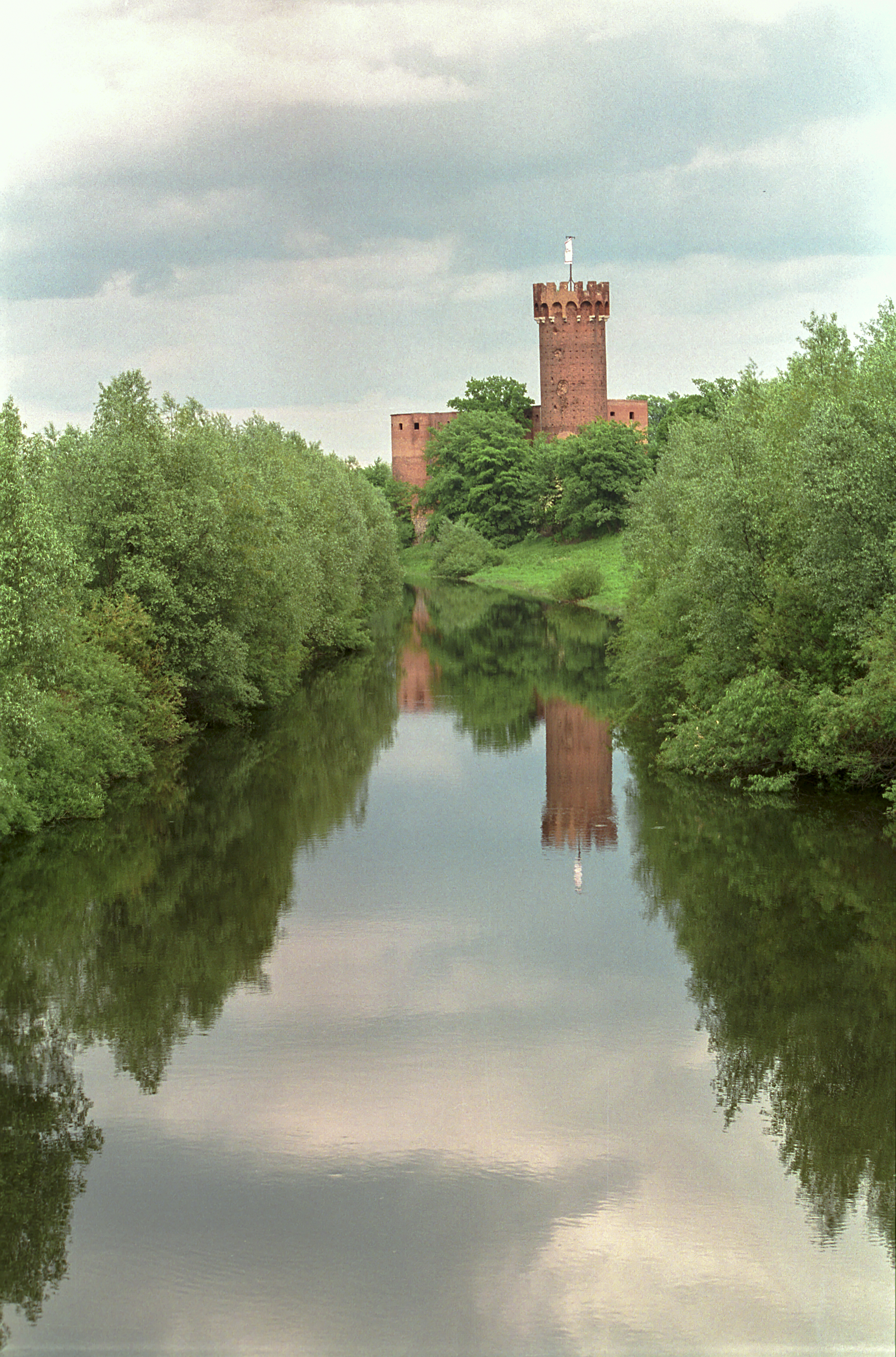
Widok zamku od strony koryta rzeki Wdy
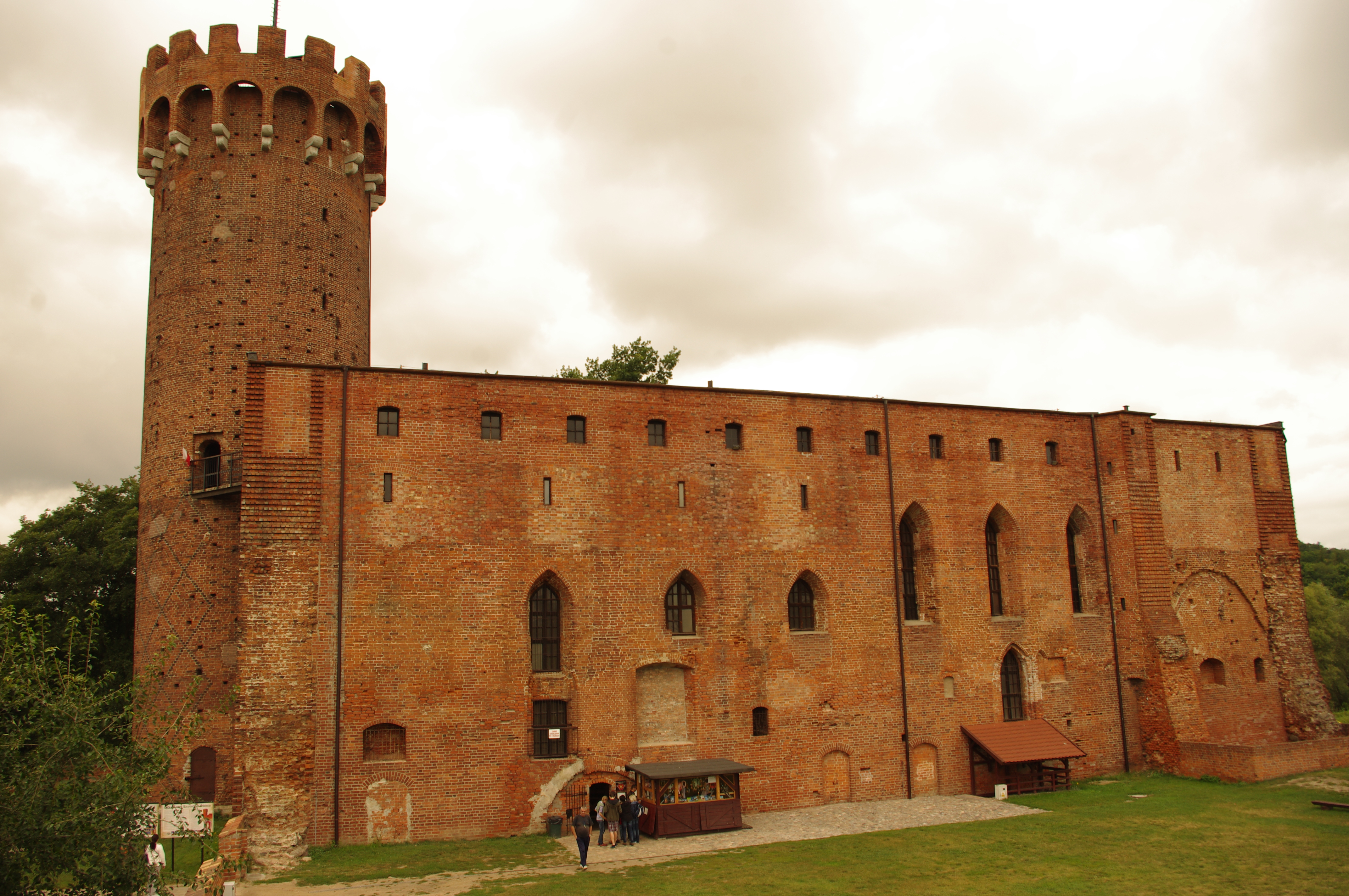
Skrzydło północne z wieżą główną
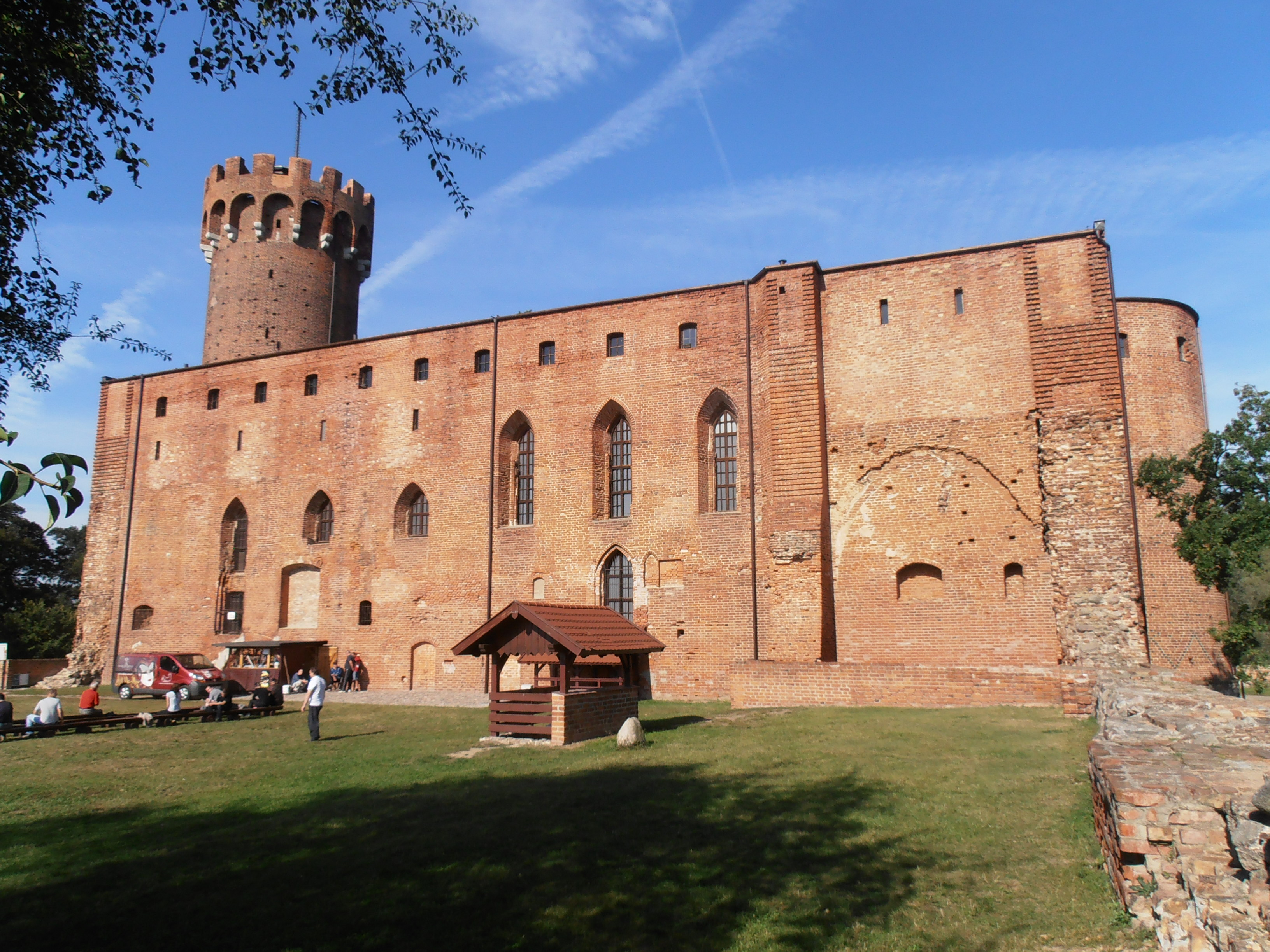
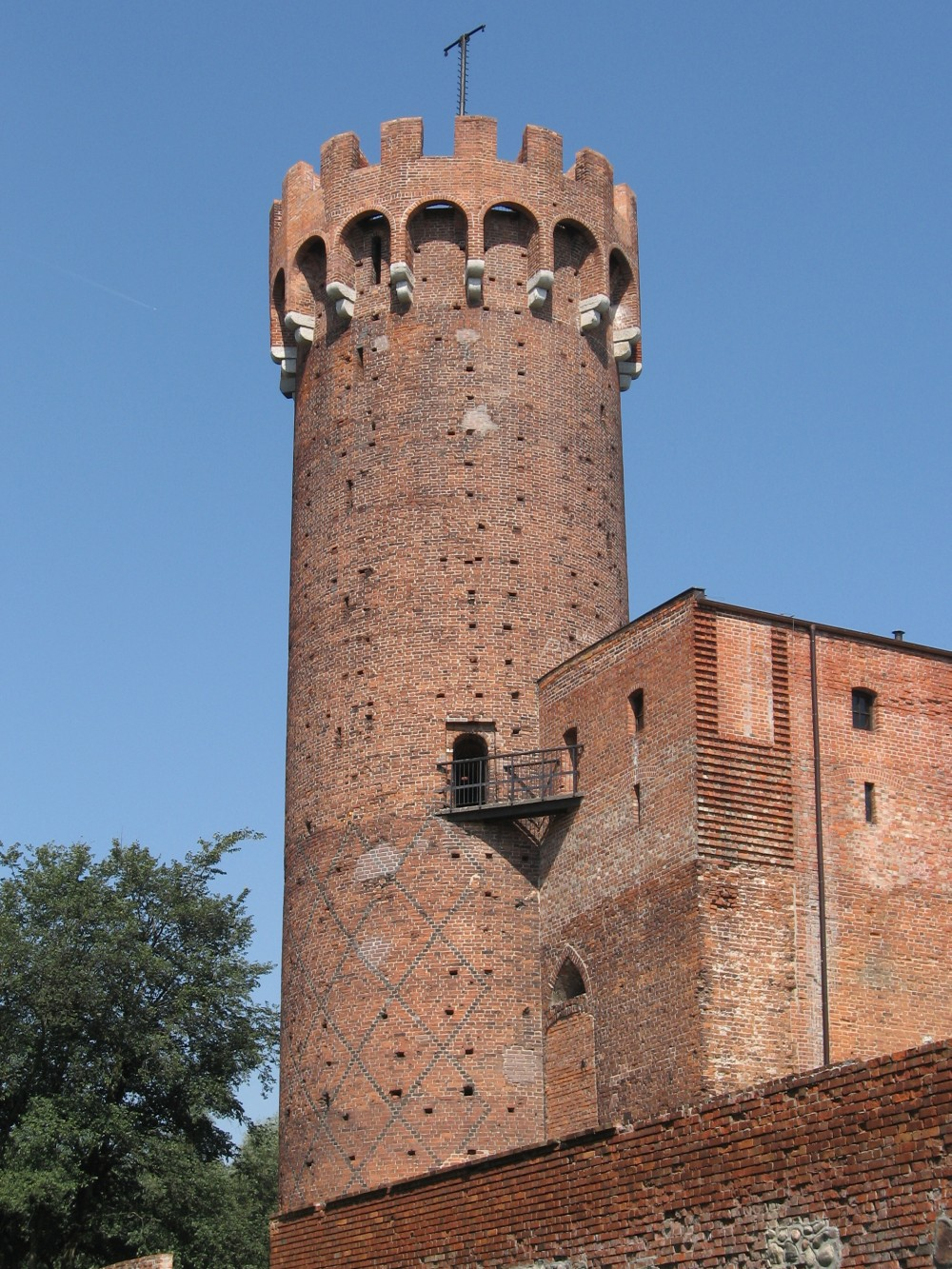
Wieża główna
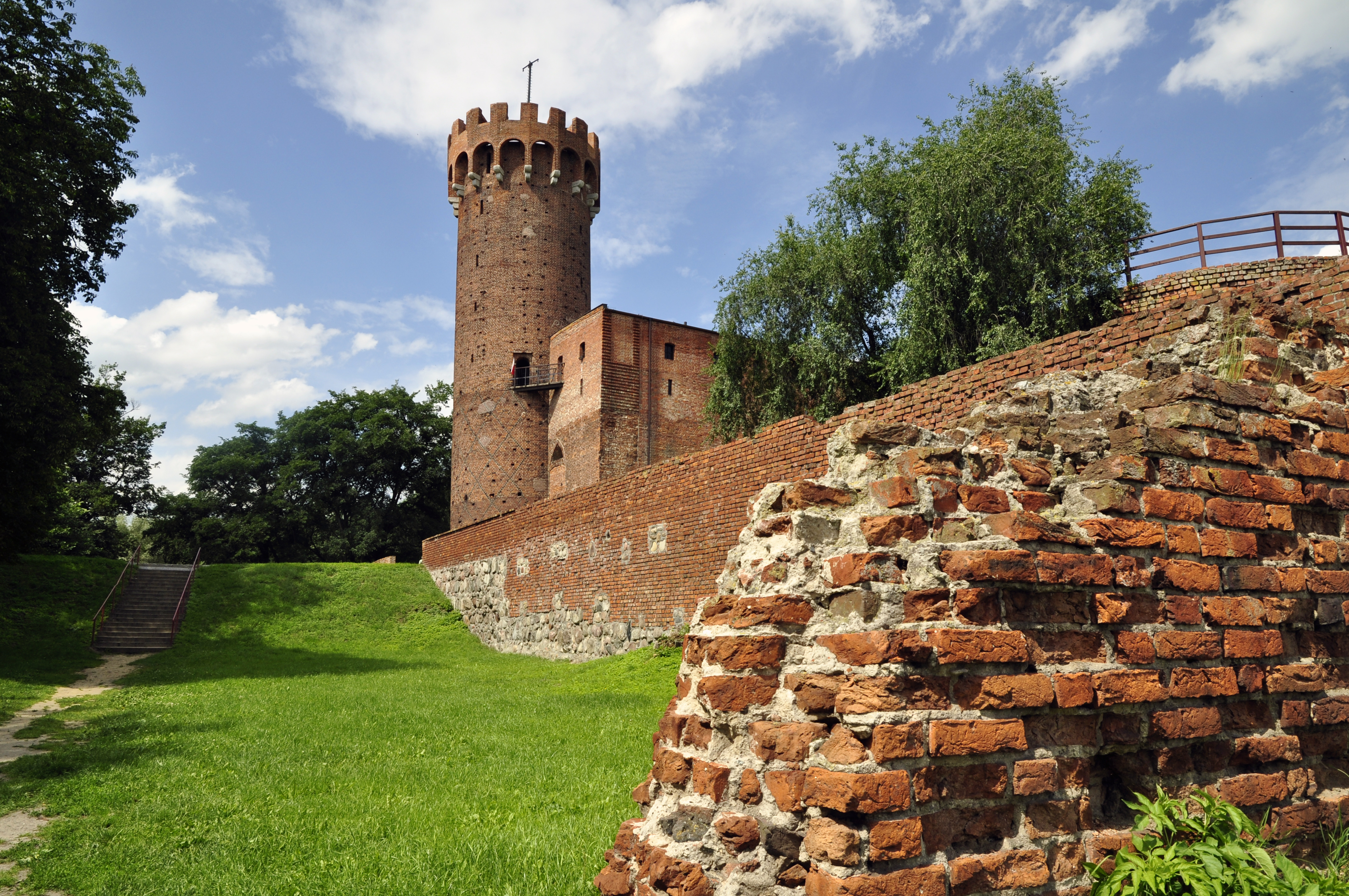
Ruiny zamku w Świeciu
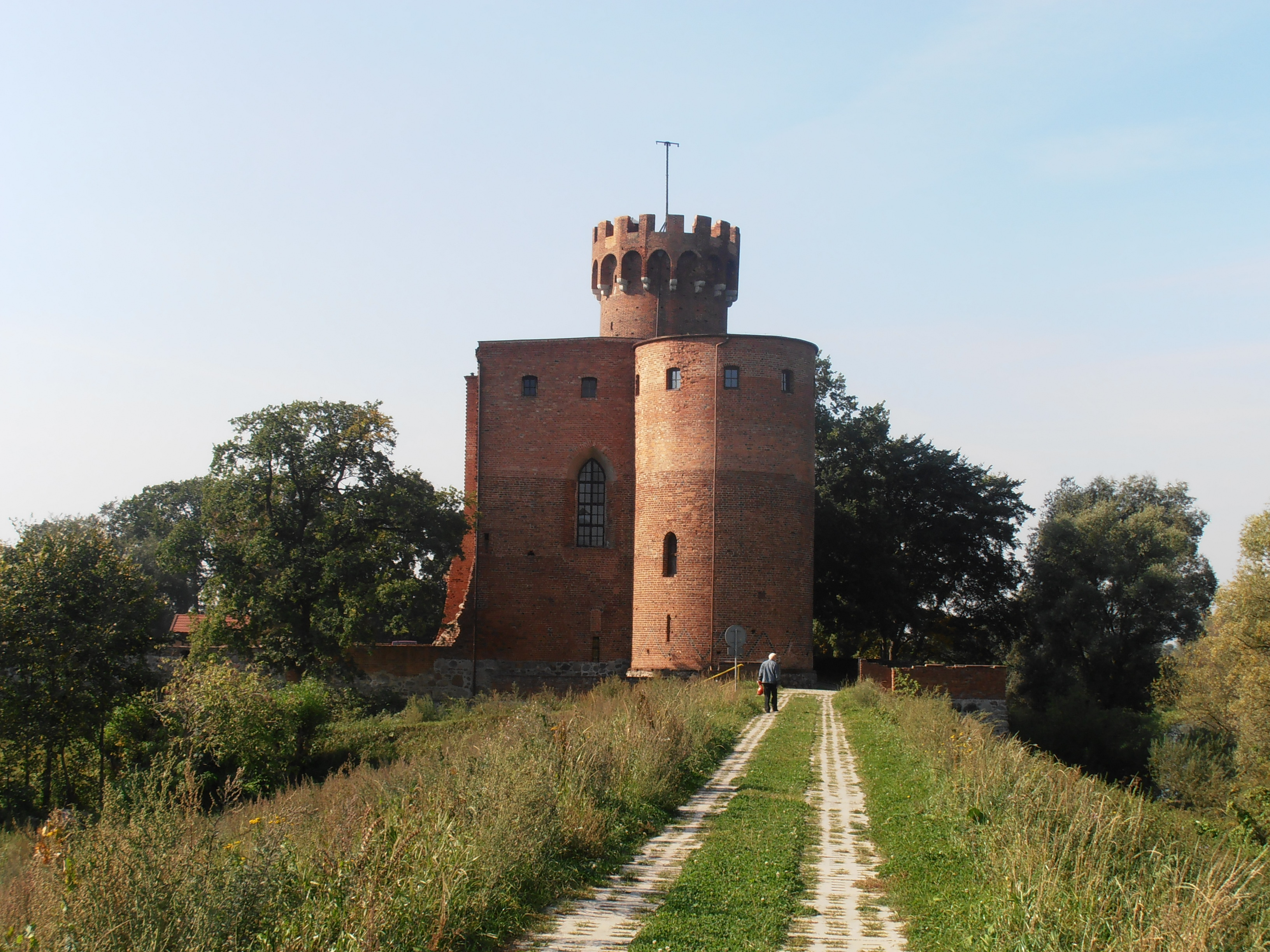
Widok od strony wschodniej
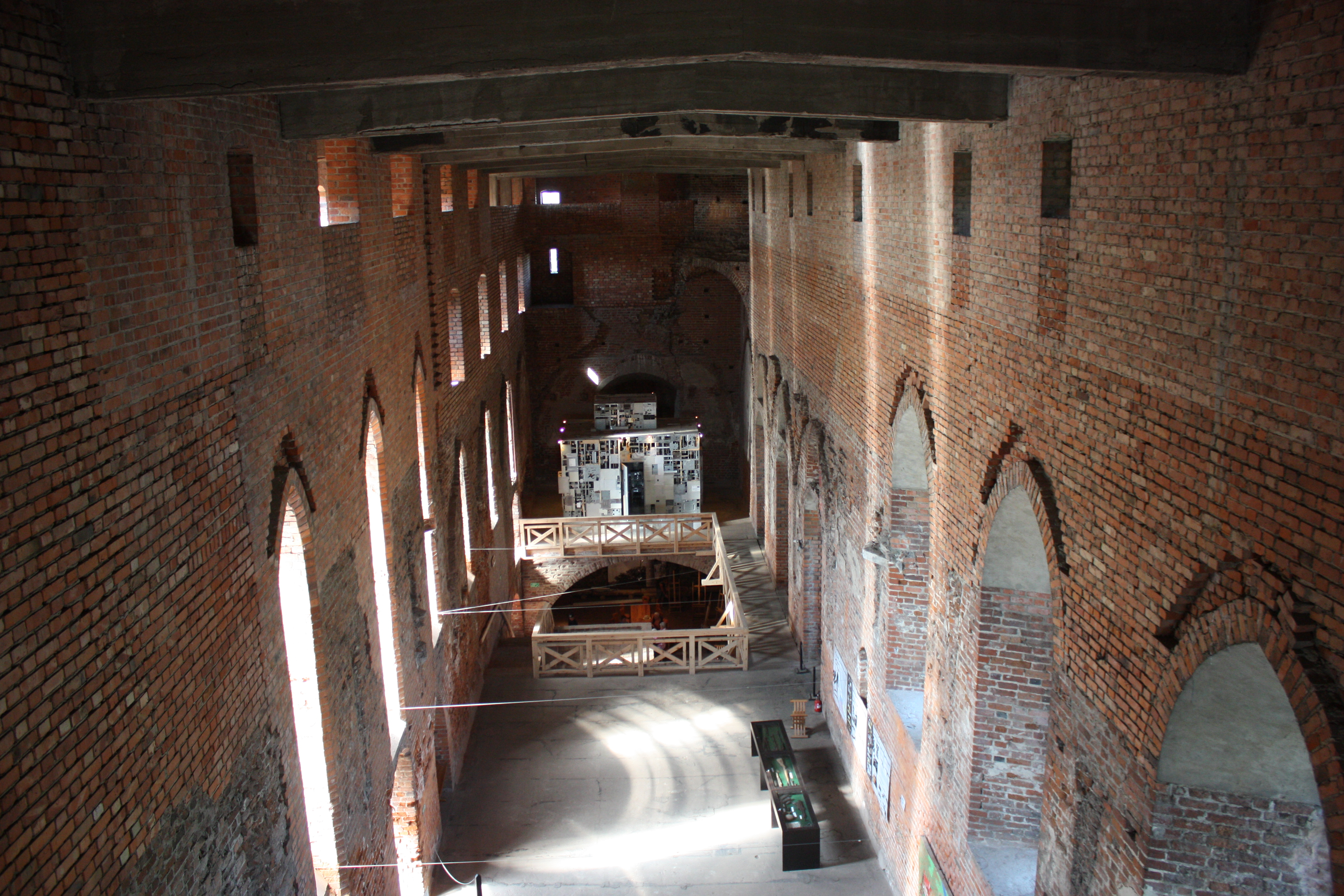
Wnętrze skrzydła północnego
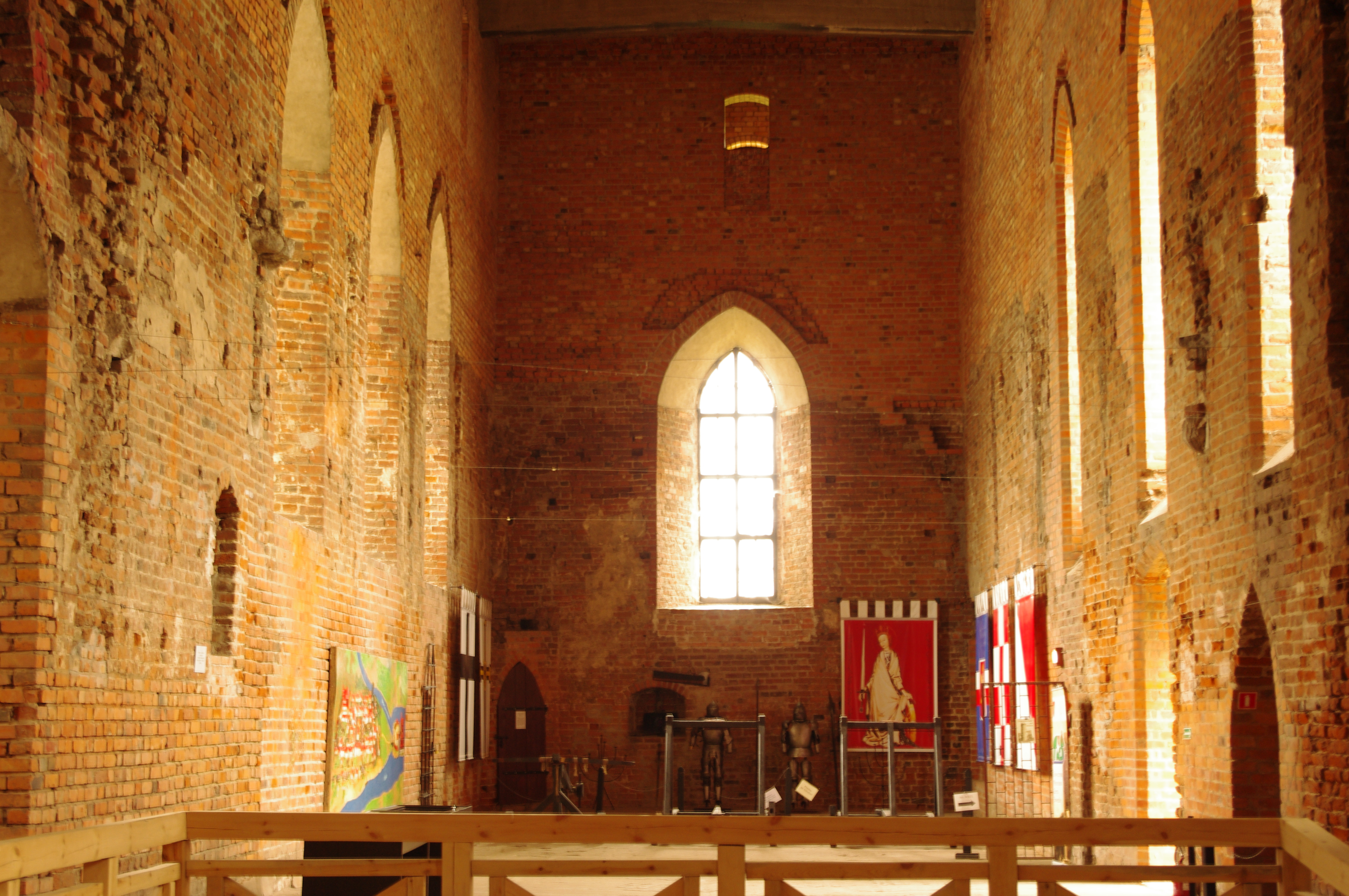
Dawna kaplicy zamkowej w skrzydle północnym
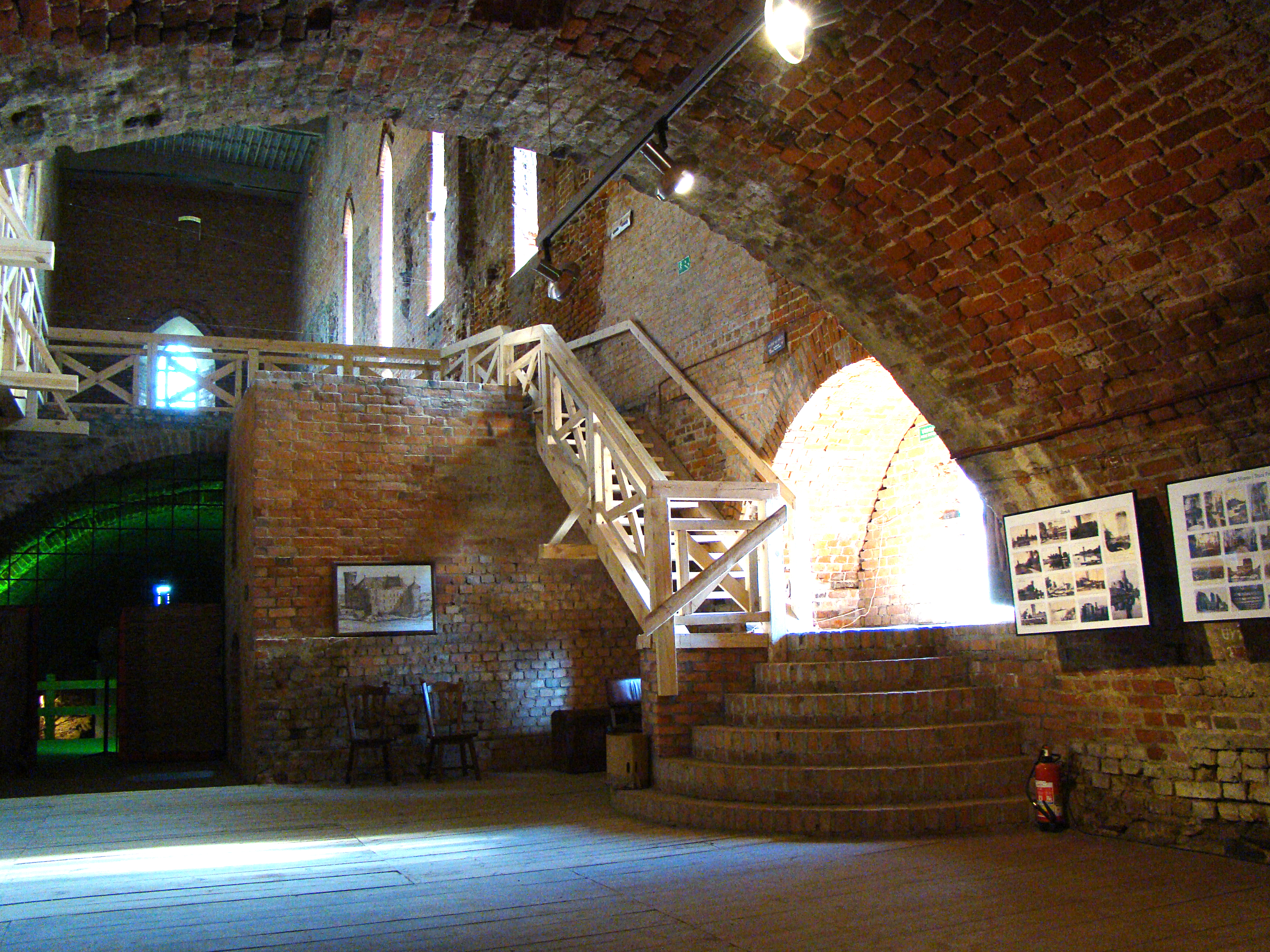
Sala rycerska. Piwnice skrzydła północnego
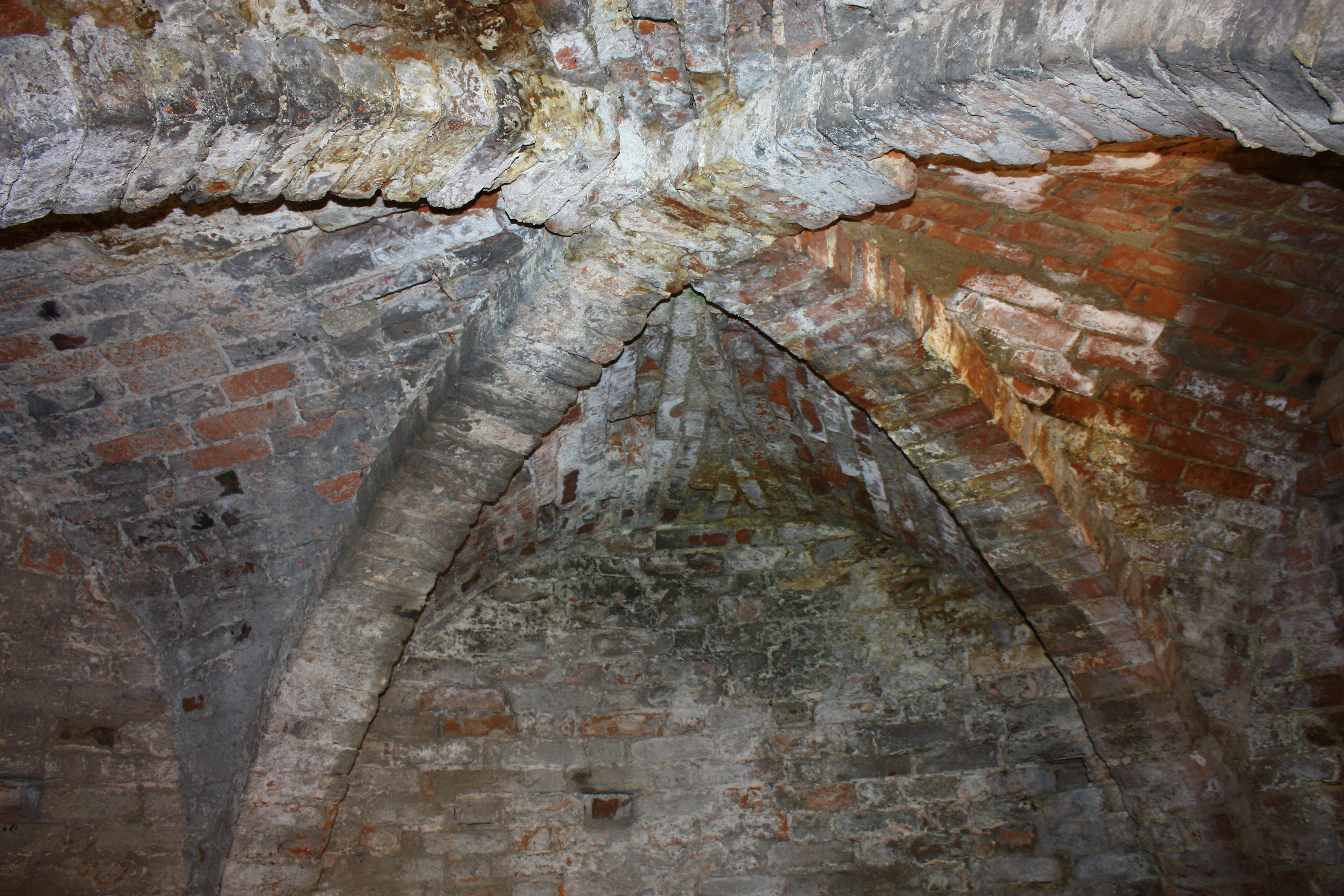
Gotyckie sklepienie. Szczyt wieży głównej
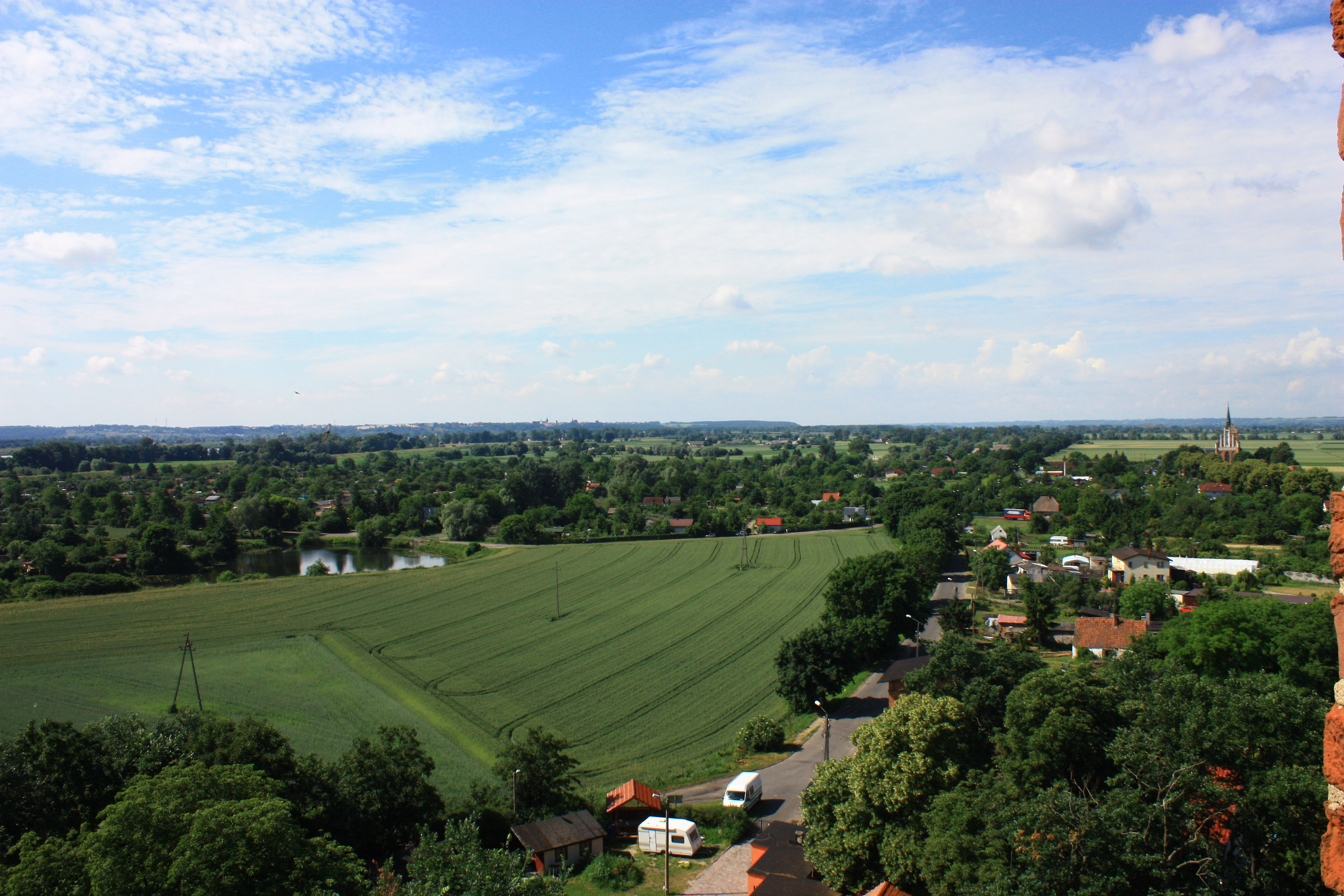
Widok na Świecie i Chełmno z wieży
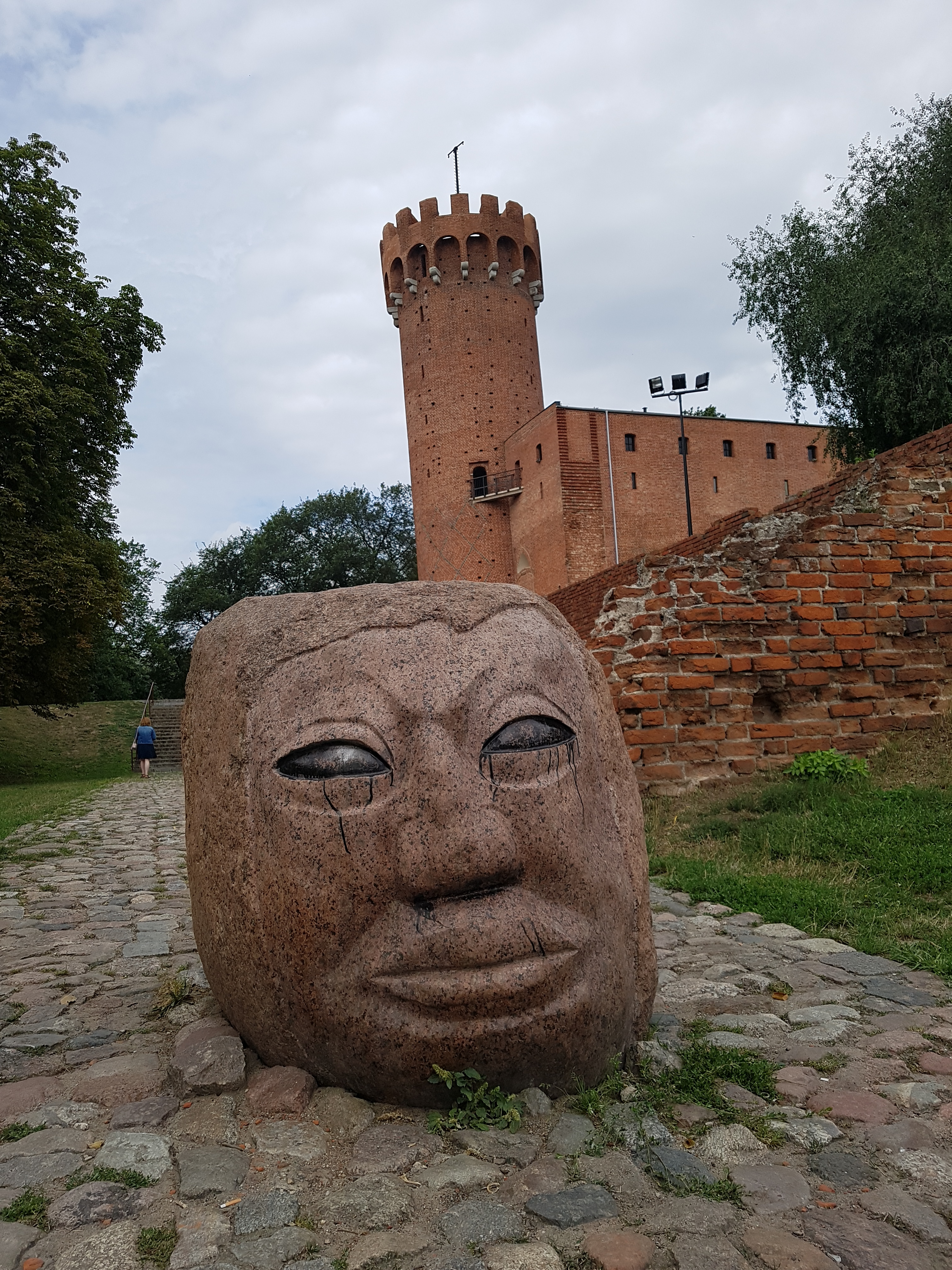

## Wykopaliska archeologiczne
- Gerard Wilke w 1969 r., opubl. Komunikaty Archeologiczne 1: 1972
- Adam Chęć w 2005 r., Wojewódzki Konserwator Zabytków w Bydgoszczy

## Ochrona przyrody
Rejon zamku w 2008 roku został objęty ochroną jako obszar Natura 2000 SOO o nazwie Zamek Świecie PLH040025 o powierzchni 17,5 ha. Głównym celem ochrony jest nietoperz mopek zachodni, który zaadaptował zamek jako miejsce zimowej hibernacji.